# Hauenreuth (Wunsiedel)
Hauenreuth ist ein Gemeindeteil der Kreisstadt Wunsiedel im Landkreis Wunsiedel im Fichtelgebirge (Oberfranken,  Bayern).
Das Dorf liegt fünf Kilometer östlich der Kernstadt und nördlich der Kreisstraße zur A 93. Im Jahr 2000 lebten in Hauenreuth 44 Personen.

## Geschichte
1314 befand sich das Dorf im Besitz des Herrschergeschlechts Tuto von Hertenberg auf Schönbrunn. 1818 kam Hauenreuth zur damaligen Gemeinde Holenbrunn. 1935 stürzte ein Flugzeug nördlich des Dorfes in einen Wald ab, es befand sich auf einem Kurierflug von Berlin nach München. Bei dem Absturz kam der Pilot, Fliegerhauptmann Pusinelli, ums Leben, über die Absturzursache wurde nichts Näheres bekannt.

## Sehenswürdigkeiten
- Dorfanlage Rundangerdorf mit Dorfteich
- Haus der Dorfgemeinschaft
- Pusinelli-Gedenkstein 500 Meter nördlich am Waldrand